# Автошлях Т 0220
Автошля́х Т 0220 — автомобільний шлях територіального значення у Вінницькій області. Пролягає територією Могилів-Подільського, Чернівецького та Томашпільського районів через Вендичани—Чернівці—Томашпіль. Загальна довжина — 60 км.

## Маршрут
Автошлях проходить через такі населені пункти:
| Автошлях Т 0220           |         |
| Вінницька область         |         |
| Могилів-Подільський район |         |
| Вендичани                 | E583М21 |
| Кричанівка                |         |
| Сліди                     |         |
| Чернівецький район        |         |
| Шендерівка                |         |
|                           | Р36     |
| Чернівці                  | Т 0218  |
| Мазурівка                 |         |
| Борівка                   |         |
| Томашпільський район      |         |
| Антонівка                 |         |
| Томашпіль                 | Р08     |